# Gilbane Building Company
Gilbane Building Company er en amerikansk facility management- og byggevirksomhed med hovedkvarter i Providence, Rhode Island. Gilbane blev etableret som en familiejet virksomhed i 1870 og den ejes fortsat af Gilbane-familien igennem Gilbane, Inc..